# Duca di Queensberry
Duca di Queensberry, è un titolo fra i pari di Scozia creato il 3 febbraio 1684.

## Storia
Il titolo di duca di Queensberry venne creato nella parìa di Scozia il 3 febbraio 1684 assieme al titolo sussidiario di marchese del Dumfriesshire per il William Douglas. Il ducato venne mantenuto assieme al marchesato di Queensberry sino alla morte del quarto duca (e quinto marchese), quando il marchesato venne ereditato da sir Charles Douglas di Kelhead, V baronetto, mentre il ducato passò al terzo duca di Buccleuch.
Nel 1708 il secondo duca venne creato duca di Dover (assieme ai titoli sussidiari di marchese di Beverley e di barone Ripon) nella parìa di Gran Bretagna, ma questi titoli si estinsero alla morte del secondo duca di Dover nel 1778.
Molti altri titoli sussidiari sono associati al ducato di Queensberry, oltre a quello di marchese del Dumfriesshire (1683): conte di Drumlanrig e Sanquhar (1682), visconte di Nith, Tortholwald e Ross (1682) e lord Douglas of Kilmount, Middlebie e Dornock (1682) (tutti nella parìa di Scozia).
La sede dei duchi è il castello di Drumlanrig, costruito dal primo duca.

## Duchi di Queensberry (1684)
Altri titoli: marchese del Dumfriesshire, conte di Drumlanrig e Sanquhar, visconte di Nith, Torthorwald e Ross e lord Douglas di Kilmount, Middlebie e Dornock (1684)

Altri titoli (dal primo al quarto duca): marchese di Queensberry (1682), conte di Queensberry (1633), conte di Drumlanrig e Sanquhar (1682), visconte di Drumlanrig (1628), visconte di Drumlanrig (1633), visconte di Nith, Torthorwald e Ross (1682), lord Douglas di Hawick e Tibbers (1628), lord Douglas di Hawick e Tibbers (1633) e Llord Douglas di Kilmount, Middlebie e Dornock (1682)
- William Douglas, I duca di Queensberry (1637–1695) fu, sino al febbraio del 1684, unicamente marchese di Queensberry

Altri titoli (secondo e terzo duca): duca di Dover, marchese di Beverley e barone Ripon (1708)
- James Douglas, secondo duca di Queensberry e primo duca di Dover (1672–1711), figlio maggiore del primo duca
  - William Douglas, conte di Drumlanrig (1696), figlio maggiore del secondo duca, morì infante
  - James Douglas, terzo marchese di Queensberry (1697–1715), figlio secondogenito del secondo duca, venne escluso dalla successione e morì poi senza eredi

Altri titoli (terzo duca): conte di Solway, visconte Tibbers e lord Douglas di Lockerby, Dalveen e Thornhill (1706)

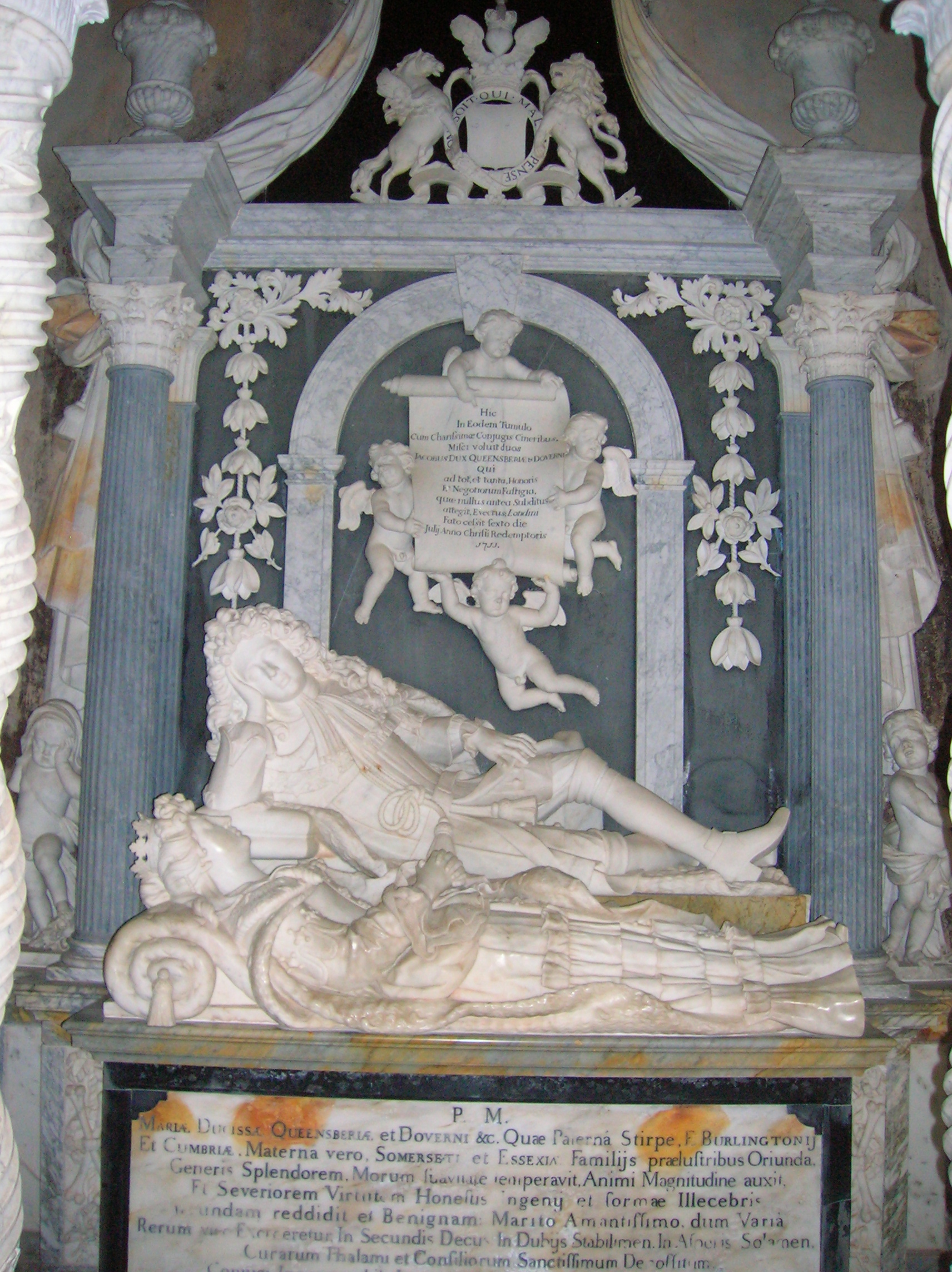
Tomba di James Douglas e Mary, sua moglie, a Durisdeer.

- Charles Douglas, terzo duca di Queensberry e secondo duca di Dover (1698–1778), figlio terzogenito del secondo duca, succedette a suo padre ma morì senza eredi sopravvissutigli
  - Henry Douglas, conte di Drumlanrig (1722–1754), figlio primogenito del terzo duca, morì senza eredi
  - Charles Douglas, conte di Drumlanrig (1726–1756), figlio minore del terzo duca, morì senza eredi

Altri titoli (quarto duca): conte di Ruglen (1697), conte di March (1697), visconte di Riccartoun (1697), visconte di Peebles (1697), lord Hillhouse (1697), lord Douglas di Neidpath, Lyne e Munard (1697) e barone Douglas di Amesbury nella contea di Wiltshire (GB, 1786)
- William Douglas, quarto duca di Queensberry (1724–1810), pronipote del primo duca per via di conti di March

Altri titoli (dal quinto duca in poi): duca di Buccleuch (1663), conte di Buccleuch (1619), conte di Doncaster, nella contea di York (soppresso nel 1663, restaurato nel 1743), conte di Dalkeith (1663), lord Scott di Buccleuch (1606), barone Scott di Whitchester e Eskdaill (1619), barone Scott di Tindall, nella contea del Northumberland (soppresso nel 1663, restaurato 1743) e lord Scott di Whitchester e Eskdale (1663)
- Henry Scott, quinto duca di Queensberry e terzo duca di Buccleuch (1746–1812), pronipote del secondo duca di Queensberry
  - George Scott, conte di Dalkeith (1768), figlio primogenito del quinto duca di Queensberry, morì infante
- Charles Montagu-Scott, sesto duca di Queensberry e quarto duca di Buccleuch (1772–1819), figlio secondogenito del quinto duca di Queensberry
  - George Scott (1798–1808), lord Scott di Whitchester, figlio primogenito del sesto duca di Queensberry, morì giovane
- Walter Montagu Douglas Scott, settimo duca di Queensberry e quinto duca di Buccleuch (1806–1884), figlio secondogenito del sesto duca di Queensberry
- William Montagu Douglas Scott, ottavo duca di Queensberry e sesto duca di Buccleuch (1831–1914), figlio primogenito del settimo duca di Queensberry
  - Walter Scott, conte di Dalkeith (1861–1886), figlio primogenito dell'ottavo duca di Queensberry, morì celibe
- John Montagu Douglas Scott, nono duca di Queensberry e settimo duca di Buccleuch (1864–1935), figlio secondogenito dell'ottavo duca di Queensberry
- Walter Montagu Douglas Scott, decimo duca di Queensberry e ottavo duca di Buccleuch (1894–1973), figlio primogenito del nono duca di Queensberry
- John Scott, undicesimo duca di Queensberry e nono duca di Buccleuch (1923–2007), unico figlio del decimo duca di Queensberry
- Richard Scott, dodicesimo duca di Queensberry e decimo duca di Buccleuch (n. 1954), unico figlio dell'undicesimo duca di Queensberry
  - Legittimo erede: Walter Scott (n. 1984), figlio primogenito del dodicesimo duca di Queensberry